# 元睿 (司空从事中郎)
元睿（470年—514年6月8日），字洪哲，河南郡洛阳县（今河南省洛阳市东）人，追尊魏昭成帝拓跋什翼犍七世孙，彭城王拓跋力真六世孙，北魏宗室、官员。

## 生平
元睿侍奉母亲侍奉母亲孝顺、对待弟弟友爱，太和年间，被授予武骑常侍、转任员外散骑侍郎，升任给事中，出任羽林监，加号伏波将军，外任徐州镇东司马，又入朝担任司空从事中郎。延昌三年五月戊申朔四日辛亥（514年6月8日），元睿在洛阳永和里去世，虚岁四十五，朝廷追赠平远将军、洛州刺史，谥号恭子，熙平元年三月戊辰朔十七日甲申（516年5月4日），迁葬于洛城以西二十五里的乾脯山南原。其墓首题《魏故平远将军洛州刺史元使君墓志铭并序》，1990或1991年出土于河南省偃师市杏园村南洛阳首阳山电厂基建工地。
元睿墓志称元睿死于延昌三年三月戊申朔四日辛亥，罗新和叶炜指出这一年三月是己酉朔，四日为壬子，五月才是戊申朔，四日为辛亥，三、五形近，可能是撰写者本作五月，刻石者误为三月。
元睿墓志称元睿六世祖为昭成帝第七子，祖父受拔为武邑公，父奴瑰为武川镇将，罗新和叶炜指出昭成帝第七子为拓跋地干，昭成子孙中得封武邑公的是第八子拓跋力真的孙子拓跋受洛，可见元睿六世祖不是拓跋地干而是拓跋力真，很可能昭成帝的庶长子拓跋寔君因为背叛，被解夺身份，逐出宗室，因此昭成诸子的排列中也就没有了他，本来第八子的拓跋力真被认作第七子。
元睿墓志所记载的父祖名讳，与《北史》不同，罗新和叶炜认为是由于音译用字及省略音节不同，受洛与受拔很可能各自省略受洛拔而来，叱奴与奴瑰很可能各自省略叱奴瑰而来，本为多音节，汉字音译时因简化而用字不同。

## 家族

### 祖父母
- 拓跋受洛，侍中、太尉、武邑贞公，元睿墓志记名为受拔[2]
- 河南穆氏，侍中、中书监、宜都王穆泰拔之女[2]

### 父母
- 拓跋叱奴，平北将军、武川镇将、昌邑子，元睿墓志记名为奴瑰[2]
- 辽东李氏，常山郡太守李捶之女[2]

### 兄弟
- 元洪超，北军将、光禄大夫

### 夫人
- 赵国吕氏，恒农郡太守吕檀之女[2]
- 于氏，恒州刺史于兜之女[2]